# Da Internz
Da Internz – amerykański duet producencki, tworzący muzykę z pogranicza hip-hopu, R&B i popu. Jego członkami są Marcos „Kosine” Palacios oraz Ernest „Tuo” Clark.

## Kariera
Pierwszy sukces osiągnęli w 2009 roku, produkując album Guilt amerykańskiego rapera Mims. W 2013 otrzymali nagrodę Amerykańskiego Stowarzyszenia Kompozytorów, Autorów i Wydawców (ASCAP); byli też nominowani do nagród Grammy. Współpracowali między innymi z Rihanną, Nicki Minaj, Big Seanem i Johnem Legendem. Napisali kilka utworów na album Christiny Aguilery Liberation.

## Dyskografia

### Utwory innych artystów
| - „Move (If You Wanna)” − Mims (2009) - „Waiting Outside the Lines” − Greyson Chance (2010) - „Seasons (My Love Will Never Change)” − Jesse McCartney (2010) - „Birthday Cake” − Rihanna (2011) - „Dance (A$$)” − Big Sean (2011) - „Benefit of a Fool” − Boyz II Men (2011) - „The Don” − Nas (2012) | - „Marry Go Round” − Nelly feat. Chris Brown (2012) - „I Would” − Justin Bieber (2013) - „Anaconda” − Nicki Minaj (2014) - „Change Your Mind” − Trey Songz (2014) - „If I Don’t Have You” − Tamar Braxton (2015) - „Vitamin D” − Ludacris feat. Ty Dolla $ign (2017) - „Right Moves” − Christina Aguilera feat. Keida & Shenseea (2018) |